# Stanislav Lobotka
Stanislav Lobotka est un footballeur international slovaque né le 25 novembre 1994 à Trenčín. Il joue au poste de milieu de terrain au SSC Naples.

## Biographie

### Carrière en club

#### AS Trenčín
Le 4 mars 2012, Lobotka fait ses débuts en Corgoň Liga contre le FK Dukla Banská Bystrica.
Il participe aux tours préliminaires de la Ligue des champions et de la Ligue Europa avec le club de l'AS Trenčín.

#### Nordsjaelland (2015-2017)
Il rejoint Nordsjaelland en 2015 pour un montant de 500 000 euros. 

#### Celta Vigo (2017-2020)
Durant l'été 2017, il signe un contrat de 5 ans et rejoint le Celta Vigo.

#### SSC Napoli (depuis 2020)
En janvier 2020, il rejoint Naples pour un montant estimé à 25 millions d'euros.

### En équipe nationale
Avec les espoirs, il participe au championnat d'Europe espoirs en 2017. Lors de cette compétition, il joue trois matchs : contre la Pologne, l'Angleterre, et la Suède.
Il reçoit sa première sélection en équipe de Slovaquie le 15 novembre 2016, en amical contre l'Autriche (match nul 0-0 à Vienne). Il inscrit son premier but le 4 septembre 2017, contre l'Angleterre, lors des éliminatoires du mondial 2018 (défaite 2-1 à Londres).
Il est retenu dans la liste des 26 joueurs slovaques du sélectionneur Štefan Tarkovič pour participer à l'Euro 2020.
Le 7 juin 2024, il figure dans la liste des 26 joueurs slovaques retenus par Francesco Calzona pour participer à l'Euro 2024.

## Statistiques

### En club
| Saison                | Club                  | Championnat           | Championnat | Championnat | Championnat | Coupe(s) nationale(s) | Coupe(s) nationale(s) | Coupe(s) nationale(s) | Supercoupe | Supercoupe | Supercoupe | Compétition(s) continentale(s) | Compétition(s) continentale(s) | Compétition(s) continentale(s) | Compétition(s) continentale(s) | Total | Total | Total |
| Saison                | Club                  | Division              | M.          | B.          | P.d.        | M.                    | B.                    | P.d.                  | M.         | B.         | P.d.       | Comp.                          | M.                             | B.                             | P.d.                           | M.    | B.    | P.d.  |
| 2011-2012             | AS Trenčín            | Super Liga            | 5           | 0           | 0           | -                     | -                     | -                     | -          | -          | -          | -                              | -                              | -                              | -                              | 5     | 0     | 0     |
| 2012-2013             | AS Trenčín            | Super Liga            | 31          | 2           | 1           | -                     | -                     | -                     | -          | -          | -          | -                              | -                              | -                              | -                              | 31    | 2     | 1     |
| 2014-2015             | AS Trenčín            | Super Liga            | 32          | 1           | 1           | 4                     | 0                     | 0                     | -          | -          | -          | C3                             | 4                              | 0                              | 0                              | 40    | 1     | 1     |
| 2015-2016             | AS Trenčín            | Super Liga            | 6           | 0           | 0           | -                     | -                     | -                     | -          | -          | -          | C1                             | 2                              | 0                              | 0                              | 8     | 0     | 0     |
| Sous-total            | Sous-total            | Sous-total            | 74          | 3           | 2           | 4                     | 0                     | 0                     | -          | -          | -          | -                              | 6                              | 0                              | 0                              | 84    | 3     | 2     |
| 2015-2016             | FC Nordsjælland       | Superliga             | 26          | 0           | 3           | -                     | -                     | -                     | -          | -          | -          | -                              | -                              | -                              | -                              | 26    | 0     | 3     |
| 2016-2017             | FC Nordsjælland       | Superliga             | 35          | 0           | 4           | 1                     | 0                     | 0                     | -          | -          | -          | -                              | -                              | -                              | -                              | 36    | 0     | 4     |
| Sous-total            | Sous-total            | Sous-total            | 61          | 0           | 7           | 1                     | 0                     | 0                     | -          | -          | -          | -                              | -                              | -                              | -                              | 62    | 0     | 7     |
| 2017-2018             | Celta Vigo            | Liga                  | 38          | 0           | 0           | 3                     | 0                     | 0                     | -          | -          | -          | -                              | -                              | -                              | -                              | 41    | 0     | 0     |
| 2018-2019             | Celta Vigo            | Liga                  | 31          | 0           | 1           | 1                     | 0                     | 0                     | -          | -          | -          | -                              | -                              | -                              | -                              | 32    | 0     | 1     |
| 2019-2020             | Celta Vigo            | Liga                  | 17          | 0           | 0           | -                     | -                     | -                     | -          | -          | -          | -                              | -                              | -                              | -                              | 17    | 0     | 0     |
| Sous-total            | Sous-total            | Sous-total            | 86          | 0           | 1           | 4                     | 0                     | 0                     | -          | -          | -          | -                              | -                              | -                              | -                              | 90    | 0     | 1     |
| 2019-2020             | SSC Naples            | Serie A               | 14          | 0           | 0           | 1                     | 0                     | 0                     | -          | -          | -          | C1                             | 1                              | 0                              | 0                              | 16    | 0     | 0     |
| 2020-2021             | SSC Naples            | Serie A               | 15          | 0           | 0           | 3                     | 0                     | 0                     | 0          | 0          | 0          | C3                             | 5                              | 0                              | 0                              | 23    | 0     | 0     |
| 2021-2022             | SSC Naples            | Serie A               | 23          | 1           | 0           | 1                     | 0                     | 0                     | -          | -          | -          | C3                             | 2                              | 0                              | 0                              | 26    | 1     | 0     |
| 2022-2023             | SSC Naples            | Serie A               | 38          | 1           | 1           | 1                     | 0                     | 0                     | -          | -          | -          | C1                             | 10                             | 0                              | 0                              | 49    | 1     | 1     |
| 2023-2024             | SSC Naples            | Serie A               | 38          | 0           | 1           | 1                     | 0                     | 0                     | 2          | 0          | 0          | C1                             | 8                              | 0                              | 0                              | 49    | 0     | 1     |
| 2024-2025             | SSC Naples            | Serie A               | 32          | 0           | 1           | 3                     | 0                     | 1                     | -          | -          | -          | -                              | -                              | -                              | -                              | 35    | 0     | 2     |
| Sous-total            | Sous-total            | Sous-total            | 160         | 2           | 3           | 10                    | 0                     | 1                     | 2          | 0          | 0          | -                              | 26                             | 0                              | 0                              | 198   | 2     | 4     |
| Total sur la carrière | Total sur la carrière | Total sur la carrière | 381         | 5           | 13          | 19                    | 0                     | 1                     | 2          | 0          | 0          | -                              | 32                             | 0                              | 0                              | 434   | 5     | 14    |

### En sélection nationale
| Saison                | Sélection             | Phases finales        | Phases finales | Phases finales | Phases finales | Éliminatoires CDM | Éliminatoires CDM | Éliminatoires CDM | Éliminatoires EURO | Éliminatoires EURO | Éliminatoires EURO | Ligue Nations UEFA | Ligue Nations UEFA | Ligue Nations UEFA | Matchs amicaux | Matchs amicaux | Matchs amicaux | Total | Total | Total |
| Saison                | Sélection             | Compétition           | M              | B              | Pd             | M                 | B                 | Pd                | M                  | B                  | Pd                 | M                  | B                  | Pd                 | M              | B              | Pd             | M     | B     | Pd    |
| --------------------- | --------------------- | --------------------- | -------------- | -------------- | -------------- | ----------------- | ----------------- | ----------------- | ------------------ | ------------------ | ------------------ | ------------------ | ------------------ | ------------------ | -------------- | -------------- | -------------- | ----- | ----- | ----- |
| 2016-2017             | Slovaquie             | -                     | -              | -              | -              | 0                 | 0                 | 0                 | -                  | -                  | -                  | -                  | -                  | -                  | 1              | 0              | 0              | 1     | 0     | 0     |
| 2017-2018             | Slovaquie             | -                     | -              | -              | -              | 4                 | 1                 | 0                 | -                  | -                  | -                  | -                  | -                  | -                  | 6              | 1              | 0              | 10    | 2     | 0     |
| 2018-2019             | Slovaquie             | -                     | -              | -              | -              | -                 | -                 | -                 | 3                  | 1                  | 0                  | 2                  | 0                  | 0                  | 1              | 0              | 0              | 6     | 1     | 0     |
| 2019-2020             | Slovaquie             | -                     | -              | -              | -              | -                 | -                 | -                 | 5                  | 0                  | 2                  | -                  | -                  | -                  | -              | -              | -              | 5     | 0     | 2     |
| 2020-2021             | Slovaquie             | Euro 2020             | 1              | 0              | 0              | -                 | -                 | -                 | 1                  | 0                  | 0                  | 4                  | 0                  | 0                  | 1              | 0              | 0              | 7     | 0     | 0     |
| 2021-2022             | Slovaquie             | -                     | -              | -              | -              | 5                 | 0                 | 1                 | -                  | -                  | -                  | 3                  | 0                  | 0                  | 2              | 0              | 0              | 10    | 0     | 1     |
| 2022-2023             | Slovaquie             | -                     | -              | -              | -              | -                 | -                 | -                 | 4                  | 0                  | 1                  | 2                  | 0                  | 0                  | 2              | 0              | 0              | 8     | 0     | 1     |
| 2023-2024             | Slovaquie             | Euro 2024             | 4              | 0              | 0              | -                 | -                 | -                 | 5                  | 1                  | 0                  | -                  | -                  | -                  | 3              | 0              | 0              | 12    | 1     | 0     |
| 2024-2025             | Slovaquie             | -                     | -              | -              | -              | -                 | -                 | -                 | -                  | -                  | -                  | 8                  | 0                  | 0                  | -              | -              | -              | 8     | 0     | 0     |
| Total sur la carrière | Total sur la carrière | Total sur la carrière | 5              | 0              | 0              | 9                 | 1                 | 1                 | 18                 | 2                  | 3                  | 19                 | 0                  | 0                  | 16             | 1              | 0              | 67    | 4     | 4     |

## Palmarès
AS Trenčín
- Championnat de Slovaquie de football (2)
  - Champion en 2015 et 2016
- Coupe de Slovaquie de football (1)
  - Vainqueur en 2015

 SSC Napoli
- Coupe d'Italie de football (1)
  - Vainqueur en 2020

- Championnat d'Italie de football (2)
  - Champion en 2023 et 2025

- Supercoupe d'Italie de football
  - Finaliste en 2023